# (7836) 1993 TG
1993 تي جي (ويعرف أيضًا باسم (7836) 1993 تي جي وفق تسمية الكوكب الصغير) (بالإنجليزية: 1993 TG)‏ هو كويكب ضمن حزام الكويكبات؛ وترتيبه 7836 من حيث الاكتشاف.
اكتُشف هذا الجُرم الفلكي بواسطة Nobuhiro Kawasato ‏ في 9 أكتوبر 1993.

## وصلات خارجية
- (7836) 1993 TG في قاعدة بيانات مختبر الدفع النفاث لأجرام النظام الشمسي الصغيرة

- الاكتشاف · مخطط المدار ·  العناصر المدارية · المعلمات المادية

- (7836) 1993 TG على موقع ويكي سكاي: DSS2, SDSS, GALEX, IRAS, Hydrogen α, X-Ray, Astrophoto, Sky Map, Articles and images